# 邱礼
邱礼（1981年6月6日—），出生于中国的新加坡足球运动员，司职前锋或中场。

## 俱乐部生涯
邱礼出生于辽宁省沈阳市，6岁时开始在沈阳市铁西区体校开始专业足球训练，之后又先后在沈阳市体校、辽宁省体院创办的绿荫足校以及高丰文足校接受足球训练。1996年加盟中国足球乙级联赛球队长春亚泰的青年队。2000年，邱礼入选长春亚泰参加2000赛季中国足球甲B联赛的大名单，但被没有得到太多机会。2000年底，邱礼转会加盟甲A联赛球队辽宁中誉，但依然没有获得上场机会。他仅在2003赛季和2004赛季各代表球队在联赛中出场一次。2004年底，邱礼被辽宁队挂牌。
2005年，在国内得不到机会的邱礼前往新加坡，加盟由中国球员组成的新麒足球俱乐部。虽然新麒在2005赛季仅排名联赛倒数第二，但邱礼在比赛中所展现出来的才华却让新加坡国家队主教练拉多济科·阿夫拉莫维奇眼前一亮。得知新麒将退出新加坡联赛时，在阿夫拉莫维奇的帮助下，邱礼以超龄球员的身份加盟以新加坡U-23国家队成员组成的幼狮足球队。他在2006赛季出场25次，打进19球。但很多球队对邱礼以外籍超龄球员的身份效力幼狮队提出了异议，邱礼被迫改换门庭，最后转会到内政联。但2007赛季，邱礼并没有在内政联队站稳脚跟，并在2008年再次转会加盟淡滨尼流浪。他为淡滨尼流浪效力三个赛季，一共在联赛中出场75次，打进33球。2011年，邱礼转会回归内政联队。

## 国家队生涯
邱礼在2008年5月14日获得新加坡国籍。5月28日，他入选新加坡国家队，在和巴林的友谊赛中完成国家队首秀。6月7日和6月14日，邱礼分别在新加坡0比1不敌乌兹别克斯坦和0比2不敌沙特阿拉伯的2010年世界杯外围赛中出场。但国际足联并不认可邱礼的身份，因为根据FIFA的最新规定，一名球员从获得另一国国籍起，必须在该国居住两年之后才能代表该国踢球，因此邱礼只有在2010年5月才有资格代表新加坡国家队出场。新加坡上述两场世界杯外围赛也因违规使用邱礼而被改判成新加坡0比3失利。
2011年7月23日，邱礼在新加坡5比3击败马来西亚的2014年世界盃外圍賽第二轮中打进他的首个国际比赛进球。